# SuperLiga Norteamericana
La SuperLiga Norteamericana fue un torneo amistoso de fútbol entre equipos de la Primera División de México y la Major League Soccer de los Estados Unidos, las divisiones superiores de cada país. El primer torneo se celebró en el verano de 2007 y el último en el verano de 2010.  En marzo de 2011 el torneo fue descontinuado.
A pesar de que la competición contó con la aprobación de la Concacaf para poder llevarse a cabo, al no ser organizada por dicha confederación, no es considerada de carácter oficial.

## Sistema de competencia
Los ocho equipos se dividían en dos grupos de cuatro, jugaban todos contra todos en una sola ronda, de ahí calificaban los 2 primeros lugares y se cruzaban entre ellos en las semifinales en partidos a eliminación directa hasta definir al campeón de Norteamérica. La competencia  era  una serie de juegos aprobados por la CONCACAF, Federación de Fútbol de los Estados Unidos (“USSF”) y la Federación Mexicana de Fútbol (“FMF”) con clubes de ambas ligas, MLS (Estados Unidos) y Primera División Mexicana (México).

### Logotipo entre águilas
El logotipo elegante de la SuperLiga fue inspirado por los símbolos representativos de los países de Norteamérica – el águila calva nativa de los Estados Unidos y Canadá, y el águila real originaria de México, representada en color oro en la bandera mexicana. El concepto de las águilas deslizándose sobre la misma pelota evolucionó a una representación gráfica de una pluma con dos lados – uno de plata y uno de oro – sobre la pelota, evocando así el carácter de la competición. Históricamente en ambos países, la pluma ha sido un símbolo de valentía, excelencia y gloria. El trofeo de SuperLiga reflejaba esta forma elegante como se convertiría en el deseado trofeo disputado entre los mejores clubes de América del Norte.

## Ediciones
| Año           | Campeón                               | Final Resultado | Subcampeón                            | Semifinalistas                        | Semifinalistas                |
| ------------- | ------------------------------------- | --------------- | ------------------------------------- | ------------------------------------- | ----------------------------- |
| 2007 Detalles | Pachuca · México                      | 1–1 (4-3 pen.)  | Los Angeles Galaxy Estados Unidos     | Houston Dynamo Estados Unidos         | D.C. United Estados Unidos    |
| 2008 Detalles | New England Revolution Estados Unidos | 2–2 (6-5 pen.)  | Houston Dynamo Estados Unidos         | Atlante · México                      | Pachuca · México              |
| 2009 Detalles | Tigres · México                       | 1–1 (4-3 pen.)  | Chicago Fire Estados Unidos           | New England Revolution Estados Unidos | Santos Laguna · México        |
| 2010 Detalles | Morelia · México                      | 2–1             | New England Revolution Estados Unidos | Puebla · México                       | Houston Dynamo Estados Unidos |

### Títulos por equipo
| Equipo                 | País           | Títulos | Subtítulos | Años campeón | Años subcampeón |
| ---------------------- | -------------- | ------- | ---------- | ------------ | --------------- |
| New England Revolution | Estados Unidos | 1       | 1          | 2008         | 2010            |
| Pachuca                | México         | 1       | 0          | 2007         |                 |
| Tigres                 | México         | 1       | 0          | 2009         |                 |
| Monarcas Morelia       | México         | 1       | 0          | 2010         |                 |
| Los Angeles Galaxy     | Estados Unidos | 0       | 1          |              | 2007            |
| Houston Dynamo         | Estados Unidos | 0       | 1          |              | 2008            |
| Chicago Fire           | Estados Unidos | 0       | 1          |              | 2009            |

### Títulos por país
| País           | Títulos | Subtítulos |
| -------------- | ------- | ---------- |
| México         | 3       | 0          |
| Estados Unidos | 1       | 4          |

## Goleadores por edición
| Año  | Jugador        | Equipo                 | Goles |
| ---- | -------------- | ---------------------- | ----- |
| 2007 | Landon Donovan | Los Angeles Galaxy     | 4     |
| 2008 | Stuart Holden  | Houston Dynamo         |       |
| 2008 | Shalrie Joseph | New England Revolution | 3     |
| 2008 | Ante Razov     | Chivas USA             |       |
| 2009 | Armando Pulido | Tigres                 | 3     |
| 2010 | Miguel Sabah   | Morelia                | 4     |

## Participaciones
| Equipo                 | País           | Participaciones |
| ---------------------- | -------------- | --------------- |
| Chivas USA             | Estados Unidos | 3               |
| Houston Dynamo         | Estados Unidos | 3               |
| New England Revolution | Estados Unidos | 3               |
| Pachuca                | México         | 3               |
| Chicago Fire           | Estados Unidos | 2               |
| D.C. United            | Estados Unidos | 2               |
| Guadalajara            | México         | 2               |
| Morelia                | México         | 2               |
| Santos Laguna          | México         | 2               |
| América                | México         | 1               |
| Atlante                | México         | 1               |
| Dallas                 | Estados Unidos | 1               |
| Los Angeles Galaxy     | Estados Unidos | 1               |
| Kansas City Wizards    | Estados Unidos | 1               |
| Atlas                  | México         | 1               |
| Tigres                 | México         | 1               |
| San Luis               | México         | 1               |
| Puebla                 | México         | 1               |
| Pumas UNAM             | México         | 1               |